# Euchloe hyantis
Euchloe hyantis é uma borboleta da família Pieridae. Ela é encontrada na Costa Oeste da América do Norte, do sul do Oregon até à Califórnia e mais para baixo até ao México. O habitat natural desta borboleta encontra-se em desfiladeiros rochosos e falésias.
As larvas se alimentam de flores e de frutos da espécie Brassicaceae, especialmente Streptanthus.

## Subespécies
- Euchloe hyantis hyantis
- Euchloe hyantis andrewsi Martin, 1936